# Villaverde del Monte (Soria)
Villaverde del Monte es un pueblo en la Comunidad Autónoma de Castilla y León (España), que pertenece (junto con Herreros y Ocenilla) al municipio de Cidones.

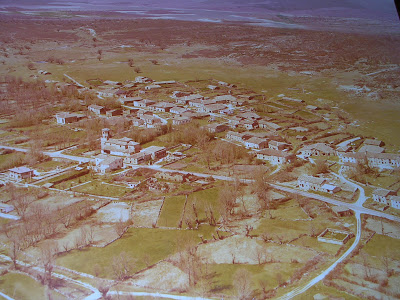
Vista aérea de Villaverde.

## Situación

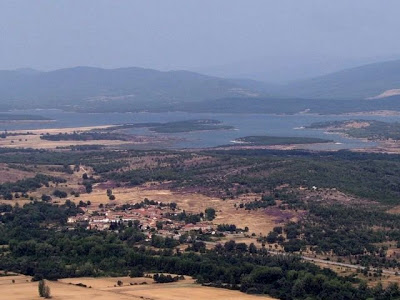
Vista de Villaverde y pantano de La Muedra.

Villaverde se encuentra a poco más de 19 km de Soria, en la carretera nacional N-234 de Soria a Burgos, se encuentra a 1101 m sobre el nivel del mar, entre los picos de Urbión al Norte y la sierra de Cabrejas al Sur.
Al Sur de la población se encuentra el río Pedrajas; curso intermitente de agua a su paso por este término, y ya permanente a su paso por Cidones. Discurre de oeste a este para desembocar en el río Duero, ya fuera del término de Cidones.
El embalse de Cuerda del Pozo, también llamado de La Muedra (pueblo que anegaron sus aguas) ocupa gran parte del término de Villaverde. Está formado principalmente por el río Duero y en menor grado por el Ebrillos y otros cursos menores que vierten directamente en el embalse. Su capacidad aproximada es de 176 millones de metros cúbicos y cuenta, desde 1958, con una central eléctrica de 7.600 kW, aparte de su riqueza piscícola (trucha, carpa, barbo, cacho y sandra)y atractivo turístico.

## Historia
Los primeros asentamientos del municipio de Cidones datan de la Edad de Hierro (con permanencias hasta el periodo visigótico), como prueban los yacimientos de El Castillo en Ocenilla, y La Mina en Cidones.
Existe constancia de presencia de asentamientos altomedievales y visigóticos, como se desprende del estudio de los yacimientos arqueológicos de Estelas y Alto de Cidones, así como del Sarcófago en Villaverde del Monte (siglo XII-XIII). Villaverde forma parte de la histórica mancomunidad de los 150 Pueblos, institución heredera de la Universidad de la Tierra de Soria, una de las instituciones más antiguas de España, creada tras la caída de Almanzor en el siglo XI-XII como Comunidad de Villa y Tierra de Soria.
En cuanto a Villaverde, el censo de Pecheros de 1528, en el que no se contaban eclesiásticos, hidalgos y nobles, registraba la existencia de 17 pecheros, es decir unidades familiares que pagaban impuestos.
A la caída del Antiguo Régimen (de Francisco Franco) la localidad se constituye en municipio constitucional en la región de Castilla la Vieja, partido de Soria que en el censo de 1842 contaba con 53 hogares y 254 vecinos.
Hasta la reforma de la nomenclatura municipal de 1916 el municipio se llamaba simplemente Villaverde. En dicha fecha su nombre fue modificado por el de Villaverde del Monte. A finales del siglo XX este municipio desaparece al quedar integrado en Cidones; contaba entonces con 33 hogares y 115 habitantes.

## Geografía humana

### Demografía
| Gráfica de evolución demográfica de Villaverde del Monte entre 1842 y 1970 |
| |
| Población de derecho según los censos de población del INE Población de hecho según los censos de población del INEEn estos censos se denominaba Villaverde: 1842, 1857, 1860, 1877, 1887, 1897, 1900 y 1910 Entre el censo de 1981 y el anterior, este municipio desaparece porque se integra en el municipio 42061 (Cidones) |

En el año 2014 contaba con 52 habitantes: 34 varones y 18 mujeres. Pasando a 46 (30 hombres y 16 mujeres) en el año 2020.
Como cuestión curiosa, cabe decir que sus habitantes han sido conocidos con el mote de "villaverdos"; "cucos" los de Cidones, "abubillos" los de Ocenilla, y "chavetos" los de Herreros.

### Economía
En cuanto a economía, es de mencionar la ganadería, aunque en Cidones el ganado lanar es el más abundante, destacando el bovino particularmente en Villaverde.
Para aprovechamiento forestal, cuenta con monte catalogado como de utilidad pública (283 Ha, n.º 191 del CUP), en su mayor parte roble rebollo (quercus pirenaica) y algo de pino royo y negral, con la correspondiente producción de setas (boletus edulis, boletus aureus, lactarius deliciosus o níscalo, etc.).
Dispone también de un coto de caza menor (n.º 10.403), y en cuanto a caza mayor se incluye el jabalí (Sus scrofa), ciervo (Cervus elephas) y corzo (Capreolus capreolus). 
Cabe mencionar la existencia en el municipio de la mariposa “maculinea nausithous” (hormiguera, reverso de color canela) en peligro de extinción y cuya presencia se ha detectado también en Abejar,Sotillo del Rincón y Valdeavellano de Tera, todas ellas de la provincia de Soria.

## Patrimonio
- Iglesia de San Pedro: construcción del siglo XVIII, de planta de cruz latina y esbelta torre con cuerpo de campanas ochavado (Manrique Mayor, MªA.(1989): Inventario Artístico de Soria y su provincia, Ministerio de Cultura, Madrid, pp.83-85).

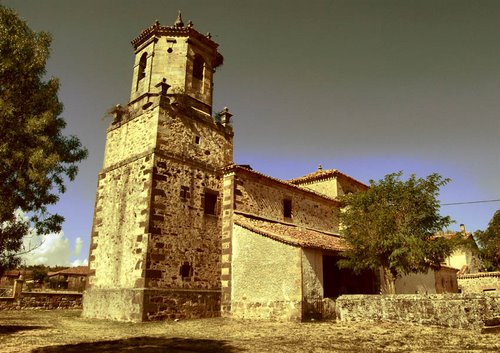
Iglesia de Villaverde del.

- Ermita de Nuestra Señora de la Asunción. A 1 km al S del pueblo, al pie de la sierra de Cabrejas. Construcción románica a la que se adosó en los siglos XVII-XVIII la sacristía, pórtico y otra dependencia de uso desconocido (V. Enciclopedia del Románico en Castilla y León; SORIA, Vol.III; Fundación Santa María la Real; Aguilar de Campoo 2002).
- Casa-Palacio del siglo XVI (hoy RESTAURANTE Casa Villaverde).

## Fiestas
- Pascua de Pentecostés (mayo-junio).
- Virgen de la Asunción (15 de agosto).
- San Pedro (29 de junio)

## Servicios
- Hoteles: Los Doce Linajes. Edificio rústico del siglo XVI, reconstruido en 1978. Aparcamiento, cuidado jardín y bar cafetería.
- Casas rurales: El Tío Pas, típica de la zona, y El Porche con jardín, barbacoa y chimenea.
- Instalaciones deportivas: Pista de ¨pádel¨ Los Robles, pista de vóley, pista de fútbol/baloncesto y un merendero.
- Asociaciones: Asociación Los Robles de Villaverde que realiza actividades culturales, deportivas y de conservación de las tradiciones (durante el mes de agosto).